# Michel Clouscard
Michel Clouscard, född 6 augusti 1928 i Montpinier i Tarn, död 21 februari 2009 i Gaillac i Tarn, var en fransk marxistisk filosof och sociolog. Han har särskilt kritiserat den libertarianska liberalismen. Clouscard utvecklade bland annat en filosofisk forskning om det sociala kontraktet. Förutom Marx var Clouscard influerad av Rousseau och Hegel.